# ソンム県
ソンム県（ソンムけん、Somme）は、フランスのオー＝ド＝フランス地域圏の県である。

## 歴史
フランス革命後の1790年3月4日、1789年12月22日の法令施行により旧ピカルディ州（アミエノワ、マルカンテール、ポンティユー、サンテール、ヴィミュー）を分割して誕生した。名称はソンム川に由来する。
現在の県はピカルディの歴史的な中心地であり、常にパリとフランドルの間の戦略的な要地として切望されてきた。この広く外へ開けた県の土地は、フランス史上最も重要な戦いの地となった。第一次世界大戦中の1916年、ソンムの戦いの舞台となり、両軍合わせて100万人以上の将兵が死傷する激戦となった。

## 地理
長方形の形をした県で、東西に約120km、平均で50kmの幅である。パ＝ド＝カレー県、ノール県、エーヌ県、オワーズ県、セーヌ＝マリティーム県と接する。ソンム湾はイギリス海峡に面している。
標高はなだらかで県全体で150m程度、最高地点で210mである。平野が多く、事実それは県の縦軸を形成するソンム川谷より標高が高い台地が関係している。谷と台地は起伏によって断たれることなく、県の東西で見られる。
農地面積の半分で穀物が生産されている。11%がテンサイ、4%がジャガイモである。

## 行政

ソンム県の郡と小郡

ソンム県には、4つの郡が存在し、4郡の合計で、46の小郡、783のコミューンがある。
- アブヴィル郡（郡庁所在地：アブヴィル）

12の小郡、169のコミューンがある。郡の人口は、1990年には125,322人、1999年には125,258人で、0.05%減少している。
- アミアン郡（県庁所在地：アミアン）

21の小郡、313のコミューンがある。郡の人口は、1990年には293,366人、1999年には299,776人で、2.18%増加している。
- モンディディエ郡（郡庁所在地：モンディディエ）

5の小郡、132のコミューンがある。郡の人口は、1990年には49,643人、1999年には51,644人で、4.03%増加している。
- ペロンヌ郡（郡庁所在地：ペロンヌ）

8の小郡、169のコミューンがある。郡の人口は、1990年には79,494人、1999年には78,873人で、0.78%減少している。

## ギャラリー

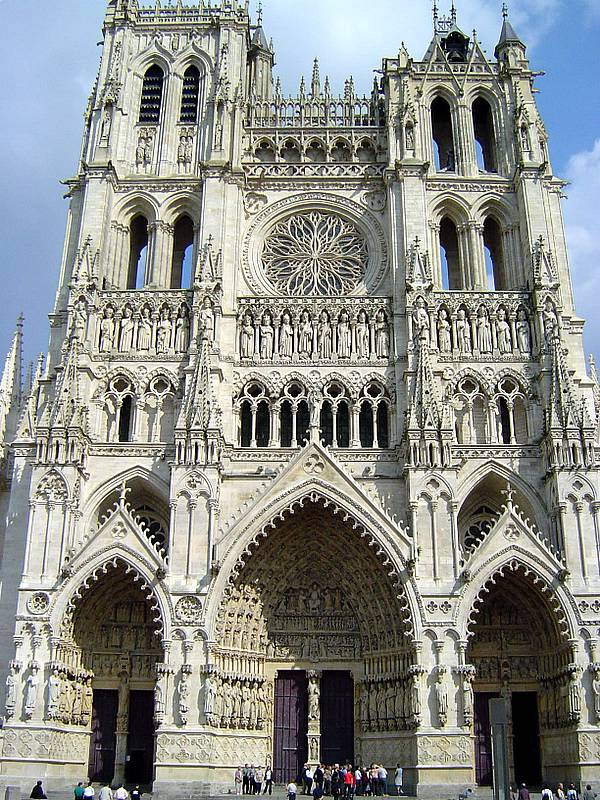
アミアン大聖堂
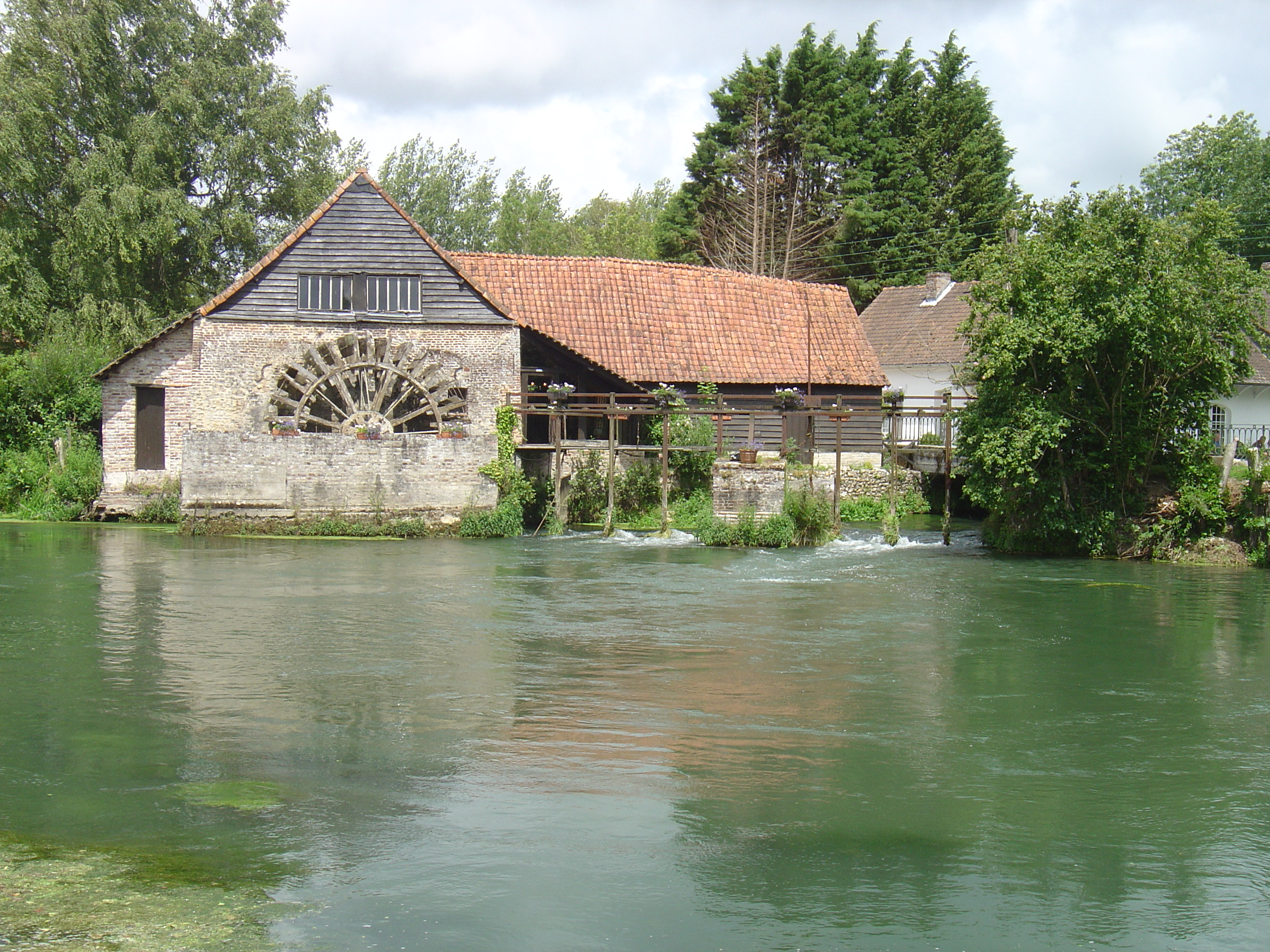
オティ川と水車小屋
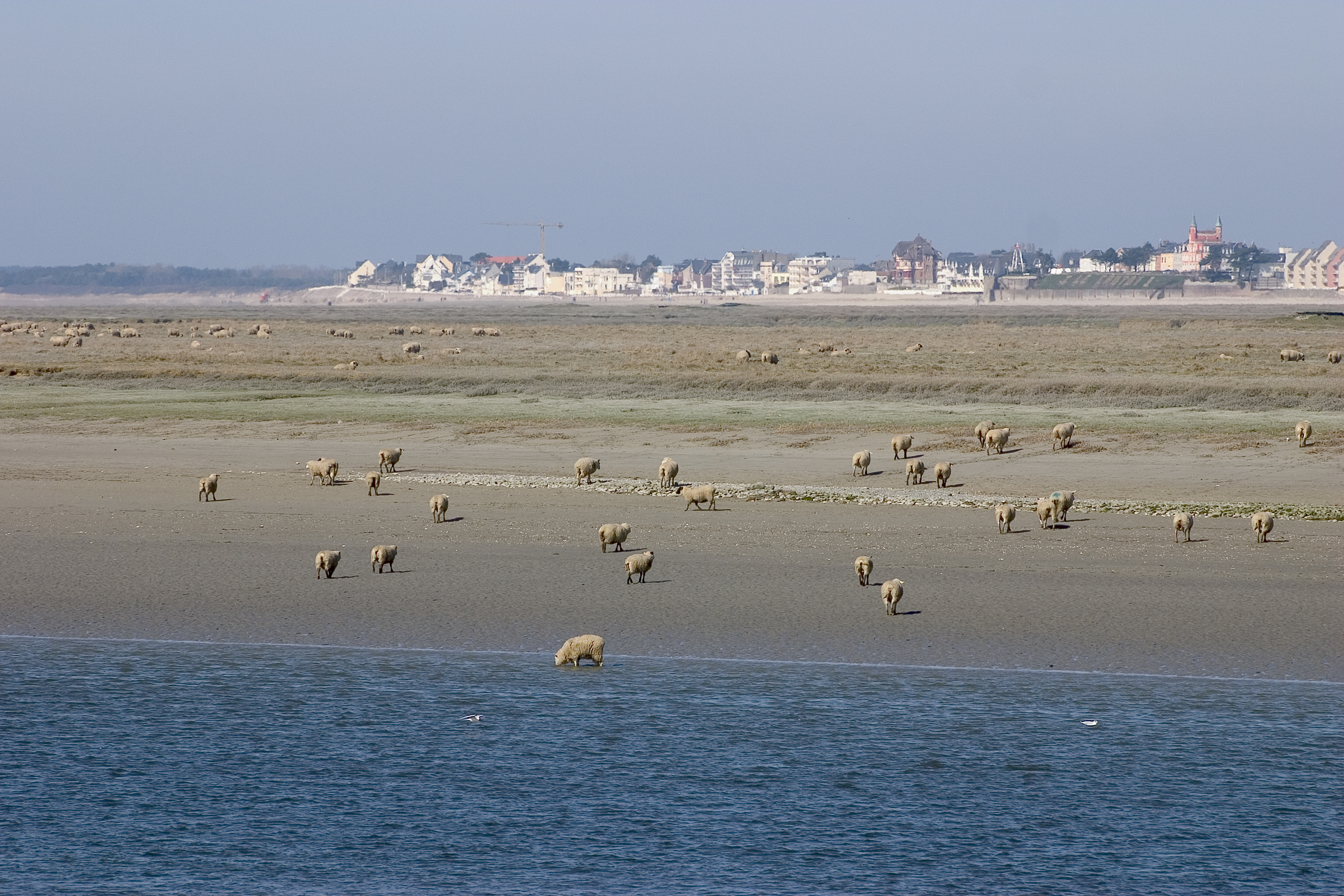
ソンム湾の浜で放牧されるヒツジ
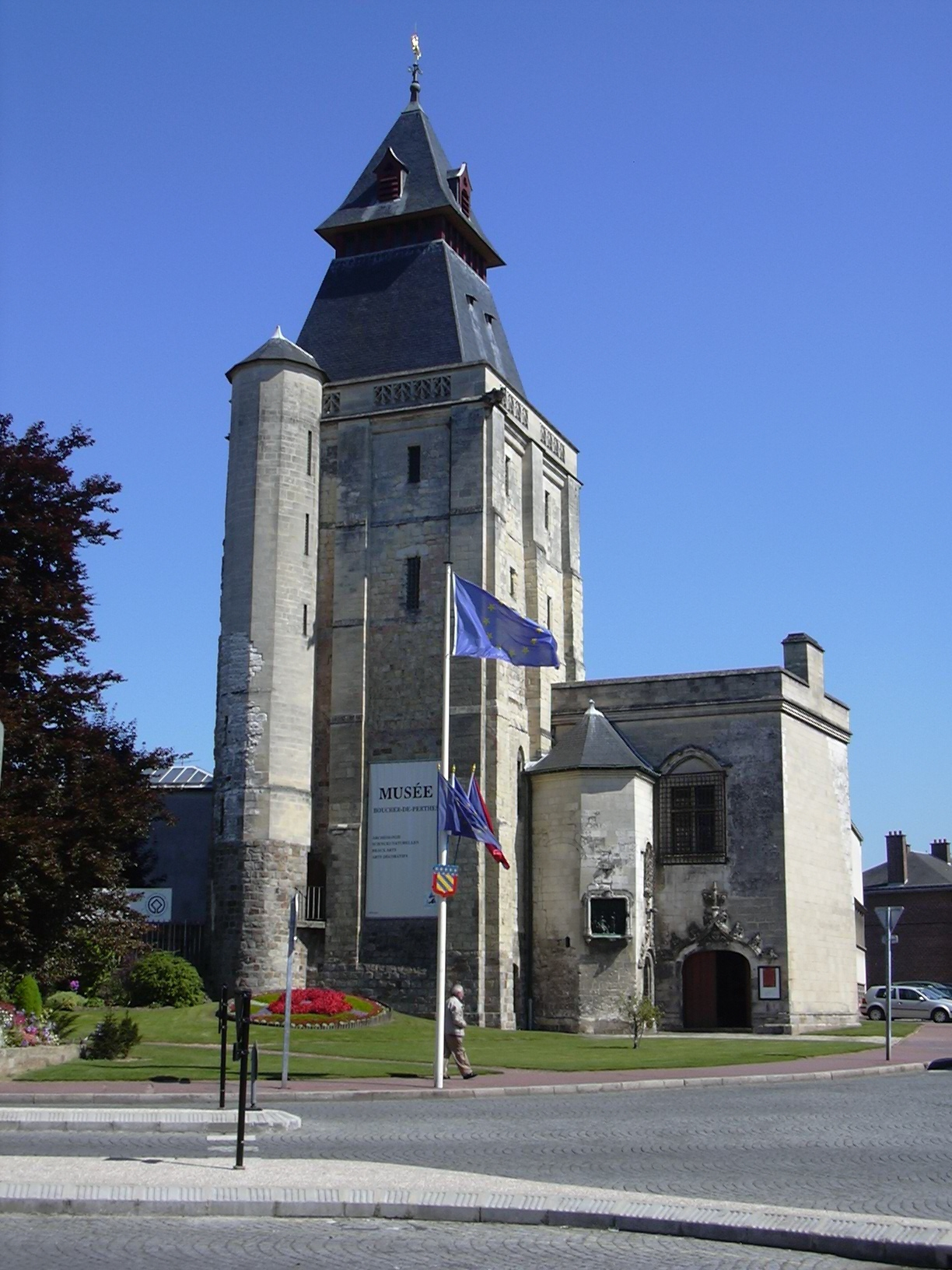
アブヴィルの鐘楼
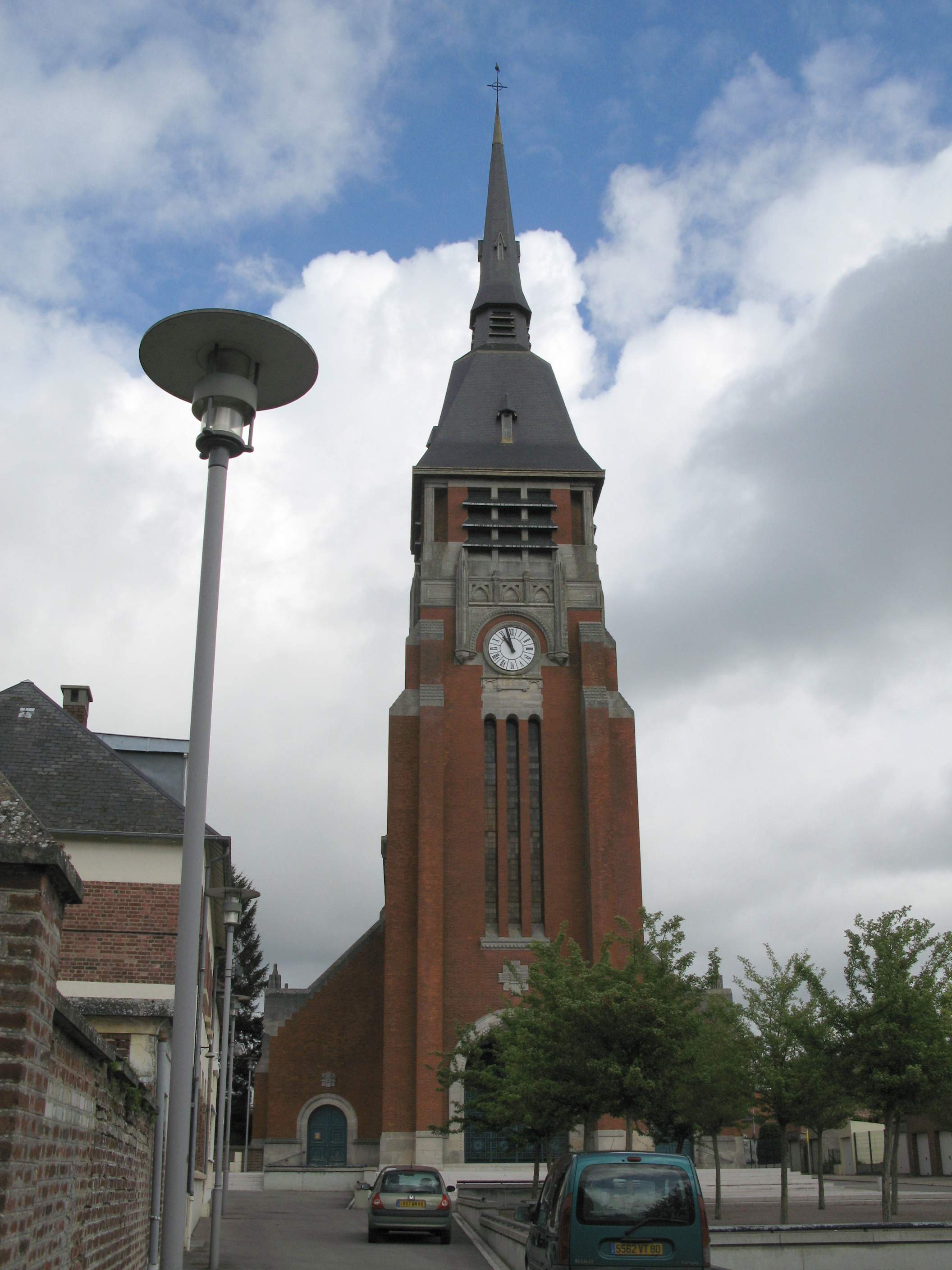
ヴィレ＝ブルトヌーの鐘楼
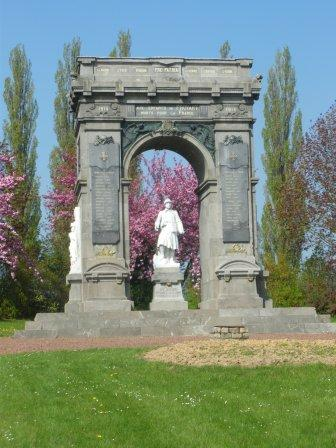
プロヤールの第一次世界大戦戦死者慰霊碑